# 1845 a tudományban
Az 1845. év a tudományban és a technikában.

## Publikációk
- Alexandre von Humboldt megkezdi Kosmos, Entwurf einer physischen Weltbeschreibung című ötkötetes munkájának publikálását (Stuttgart 1845–1862)

## Születések
- március 3. – Georg Cantor matematikus, a halmazelmélet nevű matematikai tudományág megalkotója († 1918)
- március 27. – Wilhelm Conrad Röntgen Nobel-díjas fizikus, gépészmérnök, a róla elnevezett röntgensugárzás felfedezője († 1923)
- május 4. – William Kingdon Clifford angol matematikus († 1879)
- május 15. – Ilja Iljics Mecsnyikov Nobel-díjas orosz biológus, az evolúciós embriológia, a gerontológia és az immunológia egyik megalapítója († 1916)
- július 9. – George Darwin angol természettudós, tudománytörténész, Charles Darwin fia († 1912)
- szeptember 17. – Schuller Alajos fizikus, műegyetemi tanár, az MTA tagja († 1920)

## Halálozások
- március 13. – John Frederic Daniell angol kémikus, fizikus (* 1790)
- május 4. – Philipp Jakob Cretzschmar német orvos, ornitológus  (* 1786)